# ZYpp
ZYpp (или libzypp) је механизам за управљање пакетом који покреће Linux апликације као што су YaST, Zypper и имплементацију PackageKit апликације openSUSE/SUSE Linux дистрибуције. За разлику од других система за управљање пакетом, ZYpp пружа снажан проблем задовољивости за израчунавање зависности пакета и одговарајући АПИ систем за управљање пакетом. Пројекат је софтвера слободног и отвореног кода спонзорисан од стране Novell компаније и користи ГОЈЛ лиценцу.
Zypper је интерфејс командне линије ZYpp система за упараљање пакетом за инсталацију, брисање, ажурирање и извршавање упита софтверских пакета. Графички еквивалент је YaST програм. Први пут је коришћен у openSUSE 10.2 верзији. У openSUSE 11.1, Zypper је достигао 1.0 верзију. Zypper се такође користи у MeeGo, Sailfish OS и Tizen мобилној Linux дистрибуцији.